# Limnophora minutifallax
Limnophora minutifallax este o specie de muște din genul Limnophora, familia Muscidae, descrisă de Lin și Xue în anul 1986. Conform Catalogue of Life specia Limnophora minutifallax nu are subspecii cunoscute.